# Ronde van Polen 2007 (mannen)
De 64e editie van de Ronde van Polen (Pools: Wyścig Dookoła Polski 2007) werd gehouden van 9 tot en met 15 september 2007. Titelverdediger was de Duitser Stefan Schumacher.
De Tour de Pologne startte niet zoals eerdere edities met een rit in lijn, maar met een drie kilometer lange ploegentijdrit in de Poolse hoofdstad Warschau. Daarna trok het peloton eerst naar het noorden, om de volgende etappes weer naar het zuiden te gaan - Jelenia Góra - en de laatste etappe met de traditionele finish in Karpacz.

## Etappe-overzicht
| etappe | datum        | start        | finish       | afstand   | winnaar           |
| ------ | ------------ | ------------ | ------------ | --------- | ----------------- |
| 1e     | 9 september  | Warschau     | Warschau     | 3 km (pt) | Lampre            |
| 2e     | 10 september | Płońsk       | Olsztyn      | 203,6 km  | Graeme Brown      |
| 3e     | 11 september | Ostróda      | Gdańsk       | 192,3 km  | David Kopp        |
| 4e     | 12 september | Chojnice     | Poznań       | 242,3 km  | Danilo Napolitano |
| 5e     | 13 september | Września     | Świdnica     | 264,5 km  | Murilo Fischer    |
| 6e     | 14 september | Dzierżoniów  | Jelenia Góra | 183,7 km  | Filippo Pozzato   |
| 7e     | 15 september | Jelenia Góra | Karpacz      | 147,7 km  | Johan Vansummeren |

## Etappe-uitslagen

### 1e etappe
| Warschau – Warschau (ploegentijdrit over 3 km) |                 |           |
| Plaats                                         | Ploeg           | Tijd      |
|                                                | Lampre-Fondital | 00u03'36" |
| 2                                              | T-Mobile Team   | +00' 05"  |
| 3                                              | Astana          | +00' 08"  |

### 2e etappe
| Płońsk – Olsztyn (203,6 km) |                 |                      |          |
| Plaats                      | Naam            | Ploeg                | Tijd     |
| Winnaar                     | Graeme Brown    | Rabobank             | 4u50'46" |
| 2                           | Wouter Weylandt | Quickstep-Innergetic | z.t.     |
| 3                           | Saïd Haddou     | Bouygues Télécom     | z.t.     |

### 3e etappe
| Ostróda – Gdańsk (192,3 km) |                    |                      |          |
| Plaats                      | Naam               | Ploeg                | Tijd     |
| Winnaar                     | David Kopp         | Team Gerolsteiner    | 4u45'22" |
| 2                           | José Joaquin Rojas | Caisse d'Epargne     | z.t.     |
| 3                           | Wouter Weylandt    | Quickstep-Innergetic | z.t.     |

### 4e etappe
| Chojnice – Poznań (242,3 km) |                   |                   |          |
| Plaats                       | Naam              | Ploeg             | Tijd     |
| Winnaar                      | Danilo Napolitano | Lampre-Fondital   | 5u57'03" |
| 2                            | Tomas Vaitkus     | Discovery Channel | z.t.     |
| 3                            | Robert Förster    | Team Gerolsteiner | z.t.     |

### 5e etappe
| Września – Świdnica (264,5 km) |                   |                      |          |
| Plaats                         | Naam              | Ploeg                | Tijd     |
| Winnaar                        | Murilo Fischer    | Liquigas             | 6u44'24" |
| 2                              | Danilo Napolitano | Lampre-Fondital      | z.t.     |
| 3                              | Wouter Weylandt   | Quickstep-Innergetic | z.t.     |

### 6e etappe
| Dzierżoniów – Jelenia Góra (183,7 km) |                    |                  |          |
| Plaats                                | Naam               | Ploeg            | Tijd     |
| Winnaar                               | Filippo Pozzato    | Liquigas         | 4u47'48" |
| 2                                     | José Joaquin Rojas | Caisse d'Epargne | z.t.     |
| 3                                     | Marcus Burghardt   | T-Mobile Team    | z.t.     |

### 7e etappe
| Jelenia Góra – Karpacz (147,7 km) |                   |                 |          |
| Plaats                            | Naam              | Ploeg           | Tijd     |
| Winnaar                           | Johan Vansummeren | Predictor-Lotto | 3u56'58" |
| 2                                 | Robert Gesink     | Rabobank        | +00' 23" |
| 3                                 | Kim Kirchen       | T-Mobile Team   | +00' 32" |

## Klassementsleiders na elke etappe
| Etappe (winnaar)        | Algemeen klassement | Sprintklassement | Bergklassement     | Puntenklassement   | Ploegenklassement |
| ----------------------- | ------------------- | ---------------- | ------------------ | ------------------ | ----------------- |
| 1 ( Lampre-Fondital )   | Roberto Longo       | Saïd Haddou      | niet uitgereikt    | René Haselbacher   | Lampre            |
| 2 ( Graeme Brown )      | Graeme Brown        | Łukasz Bodnar    | niet uitgereikt    | Graeme Brown       | Gerolsteiner      |
| 3 ( David Kopp )        | Wouter Weylandt     | Łukasz Bodnar    | Nicolas Rousseau   | David Kopp         | Gerolsteiner      |
| 4 ( Danilo Napolitano ) | Danilo Napolitano   | Łukasz Bodnar    | Murilo Fischer     | José Joaquín Rojas | Gerolsteiner      |
| 5 ( Murilo Fischer )    | Danilo Napolitano   | Łukasz Bodnar    | Murilo Fischer     | Danilo Napolitano  | Lampre            |
| 6 ( Filippo Pozzato )   | Murilo Fischer      | Łukasz Bodnar    | Yoann Le Boulanger | José Joaquín Rojas | Gerolsteiner      |
| 7 ( Johan Vansummeren ) | Johan Vansummeren   | Łukasz Bodnar    | Yoann Le Boulanger | José Joaquín Rojas | Team CSC          |

## Eindklassementen
| Plaats    | Naam               | Ploeg             | Tijd      |
| --------- | ------------------ | ----------------- | --------- |
| Gele trui | Johan Vansummeren  | Predictor-Lotto   | 30u52'11" |
| 2         | Robert Gesink      | Rabobank          | +00' 27"  |
| 3         | Kim Kirchen        | T-Mobile Team     | +00' 38"  |
| 4         | Fabian Wegmann     | Team Gerolsteiner | +00' 39"  |
| 5         | Alessandro Ballan  | Lampre-Fondital   | +00' 44"  |
| 6         | Pablo Lastras      | Caisse d'Epargne  | z.t.      |
| 7         | Fränk Schleck      | Team CSC          | z.t.      |
| 8         | Danilo Di Luca     | Liquigas          | z.t.      |
| 9         | José Joaquín Rojas | Caisse d'Epargne  | +00' 47"  |
| 10        | Thomas Voeckler    | Bouygues Telecom  | +00' 52"  |

| Plaats    | Naam               | Ploeg             | Punten |
| --------- | ------------------ | ----------------- | ------ |
| Rode trui | José Joaquín Rojas | Caisse d'Epargne  | 91     |
| 2         | Mikhaylo Khalilov  | Ceramica Flaminia | 42     |
| 3         | Murilo Fischer     | Liquigas          | 40     |

| Plaats    | Naam               | Ploeg           | Punten |
| --------- | ------------------ | --------------- | ------ |
| Roze trui | Yoann Le Boulanger | Mat Ceresit CCC | 61     |
| 2         | Marzio Bruseghin   | Lampre-Fondital | 50     |
| 3         | Marco Pinotti      | T-Mobile Team   | 31     |

| Plaats     | Naam           | Ploeg             | Punten |
| ---------- | -------------- | ----------------- | ------ |
| Witte trui | Łukasz Bodnar  | Intel-Action      | 24     |
| 2          | Murilo Fischer | Liquigas          | 9      |
| 3          | Fabian Wegmann | Team Gerolsteiner | 5      |

| Plaats | Ploeg            | Tijd      |
| ------ | ---------------- | --------- |
|        | Team CSC         | 92u39'12" |
| 2      | Caisse d'Epargne | +00' 23"  |
| 3      | Rabobank         | +01' 28"  |